# 瑟尼亞河
瑟尼亞河是俄羅斯的河流，屬於鄂畢河的左支流，由亞馬爾-涅涅茨自治區負責管轄，河道全長217公里，流域面積13,500平方公里，流經西西伯利亞平原，河水主要來自雨水和融雪，每年十月至翌年五月結冰。